# Platyscelio punctatus
Platyscelio punctatus är en stekelart som beskrevs av Jean-Jacques Kieffer 1913. Platyscelio punctatus ingår i släktet Platyscelio och familjen Scelionidae. Inga underarter finns listade i Catalogue of Life.